# 小林ちほ
小林 ちほ（こばやし ちほ、1993年〈平成5年〉8月1日 - ）は、北海道栗山町出身の日本の切り絵作家。北海道おといねっぷ美術工芸高等学校、道都大学（現星槎道都大学）卒業。代表作は「第28回紙わざ大賞」で特種東海製紙賞を受賞した「おはよう」、「第3回国際切り絵コンクール in 身延 ジャパン トリエンナーレ2022」で優秀賞を受賞した「おいで」などがある。

## 経歴
北海道栗山町に生まれる。小学生時代に北海道江別市へ転居するが、祖父母の住む栗山へは頻繁に訪れている。裁縫好きの母の影響を受け、手仕事を好んでいたこともあり、中学生時代は美術部に所属する。
中学を卒業後も美術の活動を希望し、美術に注力している北海道おといねっぷ美術工芸高等学校（北海道音威子府村）へ進学する。しかし美術部での油絵製作で、周囲との比較から、自分の無力さを思い知らされる。
挫折と苦悩の中で、高校2年の春に、中学時代に雑誌で紹介されていた切り絵の記事を思い出す。部活では切り絵の経験者は皆無であり他人と比較せずに済むと考えたこと、その切り絵の美しさに魅了されたこともあり、切り絵を中心とした製作活動を始める。高校3年の春、2作目の切り絵作品「ニキビ」を完成させ、同2年の作品展「美工展」で新人賞を受賞した。
道都大学に進学後も、切り絵の製作活動に没頭する。師と呼べる人物はおらず、切り絵制作は独学である。この大学時代には、山梨県身延町にある富士川・切り絵の森美術館などの公募による「第2回国際切り絵トリエンナーレ2016」で、スイスやドイツ、フランスなど日本国外13か国からも含めて278点の応募の中で、入選を果たす。
2017年（平成29年）に道都大学美術学部デザイン学科を卒業し、江別市で会社員として勤める。「切り絵は大学卒業まで」と考えていたものの、就職から半年後の頃に、音威子府村から村民向けの切り絵教室の講師を依頼される。久しぶりに切り絵の製作に取り組んだことで、自分が切り絵を好んでいることを再認識した。高齢となってからの目と手では切り絵制作が困難と考えたこともあって切り絵の再開を決心し、それまでの仕事を退職してプロの切り絵作家となる。
2018年（平成30年）、「第28回紙わざ大賞」で、作品「おはよう」が特種東海製紙賞を受賞。切り絵に使っている同社の特殊紙「TANT（タント）」を使い続けていた自身にとって、切り絵を始めた頃から最も欲しい賞だった
2022年（令和4年）には「第3回国際切り絵コンクール in 身延 ジャパン トリエンナーレ2022」で、作品「おいで」が優秀賞を受賞し、富士川・切り絵の森美術館に所蔵される。その後も切り絵作家、切り絵教室の講師としての活動を続けるほか、同年は北海学園大学工学部建築学科非常勤講師（造形演習）を担当した。

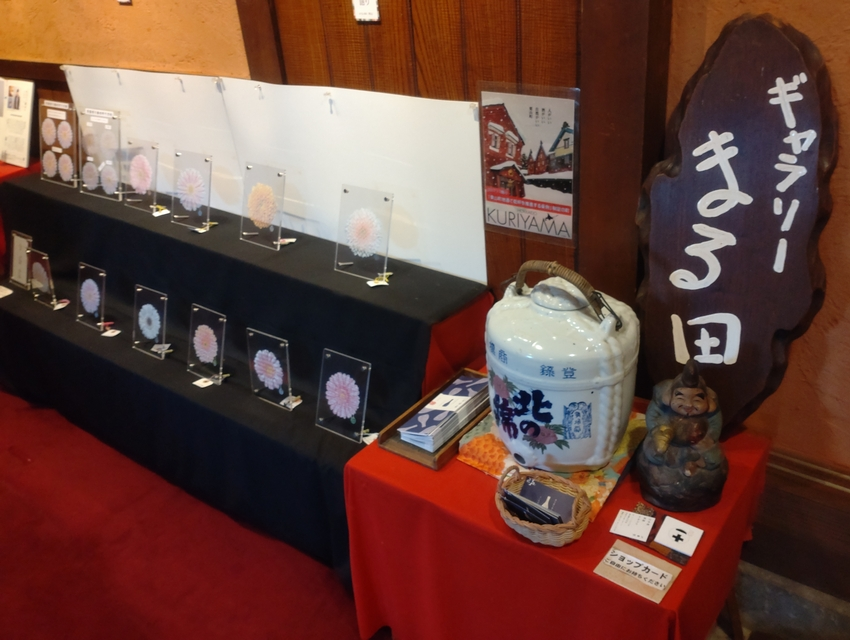
ギャラリーまる田

作品群は、北海道最古の酒蔵・小林酒造の敷地内にある小林家の「ギャラリーまる田」に常設展示されている。

## 表現・作品

### 表現

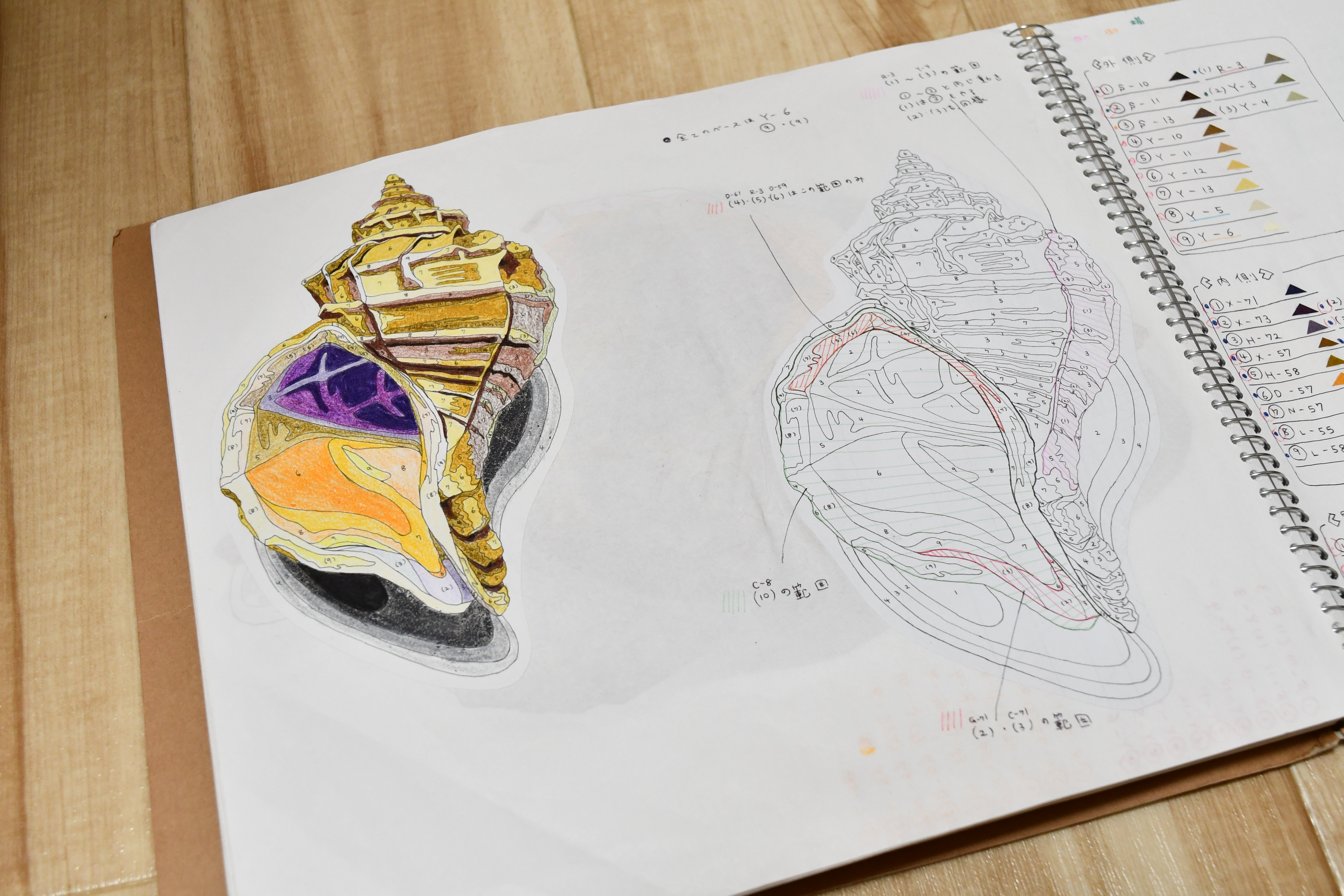
「きこえる」制作に使用したスケッチブック

切った紙を積み重ねることで、厚みを持たせ写実的な作品に仕上げている。写実的な表現へ変わっていたのは、現在の作風となったのは大学卒業後であり、制作初期は抽象的で紙を重ねる表現も無く大きく異なっていた。当初は色の重ねることも少なかったが、今では多くの色を使い作品を表現しており、過去の経験を踏まえて、新たな表現の探求を模索している。
制作活動の多くがスケッチブックに集約されている。撮影したモチーフをトレスし、どのような色を重ねるか思考錯誤を重ねており「この作業が一番つらい」という。切り絵には特種東海製紙株式会社の「TANT」を使用。高校時代に画材屋にある紙を、1枚1枚確かめた結果、紙質や厚みバランスや使いやすさから選択し現在も愛用している。

### 主な作品
- 『chiho』 - 2010年（平成22年）制作[17]
- 『ニキビ』 - 2011年（平成23年）制作。第38回美工展 新人賞作品[18]
- 『girl』 - 2013年（平成25年）制作。国際切り絵コンクール in 身延ジャパン 入選作品[19]
- 『八月一日（ほずみ）』 - 2013年（平成25年）制作。第42回札幌文団協フェスティバル 芸術選賞作品[20][19]
- 『アイドル』 - 2014年（平成26年）制作。第41回美工展 奨励賞作品[19]
- 『大きな声』 - 2014年（平成26年）制作。ARTCRAFT展出展[21]
- 『コンプレックス』 - 2015年（平成27年）制作。第42回美工展 友会出品[21]
- 『おはよう』 - 2018年（平成30年）制作。第28回紙わざ大賞 特種東海製紙賞[9][16]
- 『おいで』 - 2022年（令和4年）制作。 富士川・切り絵の森美術館所蔵[16][2]
- 『きこえる』 - 2022年（令和4年）制作。いい芽ふくら芽 in SAPPORO オーディエンス賞[13][8]

## 受賞歴
- 2009年（平成21年） - 第51回学生美術全道展 絵画高校の部 入選[22]
- 2010年（平成22年） - 第52回学生美術全道展 絵画高校の部 入選[23]
- 2011年（平成23年） - 第53回学生美術全道展 絵画高校の部 入選[24][25]
- 2011年（平成23年） - 第38回美工展 新人賞[26][5]
- 2013年（平成25年） - 第40回記念美工展 佳作賞[8][27]
- 2013年（平成25年） - 国際切り絵コンクール in 身延ジャパン 入選[8]
- 2013年（平成25年） - 第42回札幌文団協フェスティバル 芸術選賞[20]
- 2014年（平成26年） - 第41回美工展 奨励賞[8][28]
- 2016年（平成28年） - 国際切り絵トリエンナーレ2016 in 身延ジャパン 入選[8]
- 2016年（平成28年） - 平成28年度 北広島市 文化賞・スポーツ賞 文化奨励賞[29]
- 2018年（平成30年） - 第28回紙わざ大賞 特種東海製紙賞[30]
- 2019年（令和元年） - 第29回紙わざ大賞 入選[8]
- 2022年（令和4年） - 第3回国際切り絵コンクール in 身延 ジャパントリエンナーレ2022 優秀賞[2]
- 2022年（令和4年） - いい芽ふくら芽 in SAPPORO オーディエンス賞[13][8]

## テレビ出演
- NHKニュース おはよう北海道土曜プラス  - 「特集：1ミリ単位で切り抜いた紙を重ねる精密な切り絵作家、小林ちほの世界に迫る。」（NHK北海道、2023年5月13日）[31]